# مدينة ريال مدريد الرياضية
مدينة ريال مدريد الرياضية (بالإسبانية: Ciudad Real Madrid) هي واحدة من أكبر المجمعات الرياضية في العالم حتى اللحظة.
تم افتتاحه بشكل رسمي في 30 سبتمبر عام 2005 والعديد يطلق عليها الفالديبيباس بسبب وجوده في منطقة فالديبيباس في العاصمة مدريد وقد صمم المهندس المعماري كارلوس لاميلا المشروع الذي حظي افتتاحه بحضور الرئيس الشرفي لـريال مدريد السيد ألفريدو دي ستيفانو والسيد ايميليو بوتراغينيو رئيس التشريفات والعلاقات العامة.
وتمتد المدينة الرياضية على مسافة تقارب 1067 هكتارا من الأرض ومن مرافقها يمكن مشاهدة جزء من مطار مدريد الدولي (باراخاس).
وتبلغ مساحة المدينة الرياضية حوالي 1,200,000 متر مربع، وهو ما يعادل عشر اضعاف مساحة المدينة الرياضية السابفة و 40 ضعفاً من مساحة ملعب سانتياغو برنابيو.
يتخذ شكل المبنى الضخم في المدينة الرياضية شكل الحرف (T) ممتدا على مساحة 9000 متر مربع، ويشتمل على غرف الملابس، الصالات الرياضية، القاعات الدراسية، صالات المؤتمرات، المكاتب، مراكز المعالجة المائية والمعالجة الطبية، صالات الصحافة وغيرها. ويتوزع على جانبي المبنى 10 ملاعب كرة قدم مغطاة بعشب طبيعي واصطناعي تحيط بها مدرجات تتسع لأكثر من 11 ألف مشجع.

## المنشئات الرياضية

### المنشئات الداخلية
إن أول مكان يراه زوار المدينة الرياضية هو مواقف السيارات المخصص لهم حيث يتسع لأكثر من 300 سيارة.  ومن خلالها يتاح للزائرين الدخول إلى المبنى. وبعد تجاوز قاعة الدخول، يتم الوصول إلى كافيه ومطعم «لا كانتيرا»، الذي يمتد على مساحة داخلية تبلغ 500 متر مربع بالإضافة إلى شرفة خارجية تبلغ مساحتها 200 مترا مربعا. وعبر إحدى النوافذ الكبيرة في المطعم يستطيع الزوار متابعة تدريبات الفرق السنية في الملاعب القريبة. 
وينحصر الحق بدخول المناطق المخصصة للفئات السنية في النادي بالأشخاص الذين يعملون في النادي. في حين تتمتع الفرق المنافسة الزائرة وحكام المباريات بحق استخدام غرف الملابس المخصصة لهم حصرا دون بقية المرافق في المبنى.
أما المشجعون، فيُسمح لهم بدخول الملاعب بشكل مباشر دون الحاجة إلى المرور بالمبنى. وتمتد ملاعب كرة القدم السبعة المخصصة للفئات السنية أمام غرف الملابس، ولكل ملعب مدرجاته الخاصة، أما العشب المستخدم، فهو نفس العشب الطبيعي المستخدم في ملعب سانتياغو برنابيو والذي يتم استيراده من هولندا.  

### ملاعب التدريبات
ويتمتع لاعبو الفريق الأول بموقف سيارات خاص بهم، ومنه يستطيعون الولوج إلى رأس حرف (T) الشهير، الذي يحتضن مركز عملهم، وهناك تتوزع مكاتب المسؤولين والمدراء الفنيين للفريق الأول. باختصار، هي عبارة عن منطقة يجد فيه اللاعبون كل ما يحتاجونه للقيام بعملهم من صالات رياضية وجيم وبرك سباحة وحمامات جاكوزي.
ومن هذا الموقع يستطيع لاعبو الفريق الأول الوصول إلى المركز الطبي. وفي الطابق السفلي يجدون صالة العلاج الفيزيائي وصالة مذهلة للعلاج المائي وهي مؤلفة من أربح مسابح وحمامين اثنين (المياه الساخنة والباردة) وكذا حمامات «الساونا». وفي الطابق العلوي يجدون صالة VIP للاعبين ومنطقة مخصصة لوسائل الاعلام تمتد على مساحة 2000 متر مربع.
غرفة ملابس لاعبي الفريق الأول، وهي بمثابة حلم أولئك الصغار الذين شقوا طريقهم إلى قمة الفريق الأول مرورا بالمراحل السنية،
فهي متصلة مباشرة بصالة ألعاب رياضية، تمثل البنية الأهم والأكبر أبعادا في المدينة الرياضية وتتصل بدورها بملاعب التدريب الخاصة بالفريق الأول. وفيها منطقة خاصة من العشب الاصطناعي للإحماء، وثلاث ملاعب كرة قدم مغطاة بنفس العشب المستخدم في البرنابيو وبمدرجات خاصة (تتسع لجلوس 6000 مشجع ووقوف 5000 آخرين).

### ملعب ألفريدو دي ستيفانو

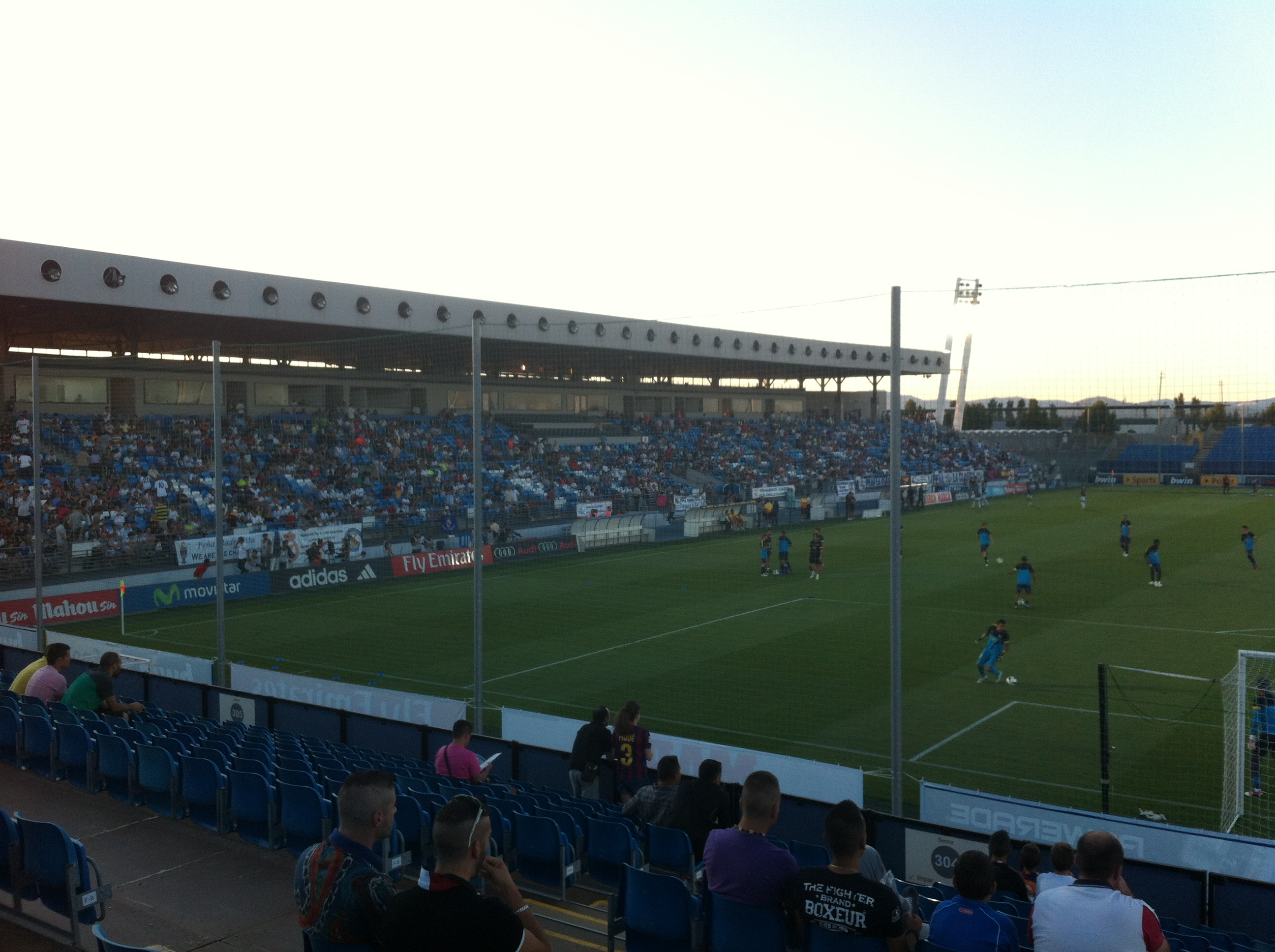
ملعب ألفريدو دي ستيفانو

يقع ملعب الفريدو دي ستيفانو في قلب المدينة الرياضية لـريال مدريد، وتحديدا في وسط الـ 120 هكتار التي يشكلها المجمع الرياضي. وهو الملعب الذي يلعب فيه فريق ريال مدريد كاستيامبارياته في الدوري. كما تتم عليه تدريبات الفريق الأول. وقد افتُتح الملعب رسميا في 9 مايو عام 2006 بمواجهة بين ريال مدريد واستاد ريمس الفرنسي تكريماً لذكرى نهائي الابطال الأول بين الفريقين. ويحمل الملعب اسم واحد من أفضل لاعبي كرة القدم على مر التاريخ وفي تاريخ ريال مدريد بوجه التحديد الدون ألفريدو دي ستيفانوتكريماً لإنجازاته مع النادي.
عند المدخل ترى تمثال «السهم الأشقر» (كما كان يلقب) وقد أبدع الفنان بيدرو مونتس تمثال دي ستيفانو وتم تقديمه رسميا في 17 فبراير عام 2007، ويبلغ وزنه أكثر من 400 كيلوغرام وطوله أكثر من مترين. حيث يخلد التمثال لحظة احتفالية اللاعب الشهيرة بهدف في كأس أوروبا أمام فريق فاسيس المجري.
وقد تم تصميم الملعب بطريقة تتيح نموه بما يتماشى مع احتياجات النادي. حيث يتسع حاليا لـ6000 متفرج: 4000 في الجانب الغربي و2000 آخرين في الجانب الشرقي. ويمكن رفع ذلك العدد إلى 25 ألف معقد للمتفرجين بانتهاء المرحلة الرابعة من بنائه.
هذا الملعب المكان الذي يجري فيه ريال مدريد وكاستيا منافستيهما، وهو كذلك المعلب الذي يستخدمه الفريق الأول والرديف في التدريبات. ولذلك فإنه من الملاعب القليلة المزودة بنظام تكييف خاص. 
وفي الملعب منطقتين مخصصتين للتلفزيون، وأربع مقصورات للمعلقين الرياضيين، وعشرة أخرى للراديو. ويتمتع إلى جانب ذلك ب 28 مكان مخصص للصحافة المكتوبة و32 معلق رياضي. وفيه أيضا ممر للكاميرات التي تتبع حالات التسلل. ويتمتع الصحافيون بمركز خاص بهم، يتصل بالمستوى السفلي للملعب حيث تتواجد صالة الصحافة وصالة التصوير وصالة مختلطة واستوديو تلفزيون.
ويتمتع الملعب الفريدو دي ستيفانو بوحدة تحكم خاص بالمرافق وبوحدة التحكم التنظيمية التي يتم عبرها التحكم بالعمليات في المباريات. 
وقد تم تصميم الملعب على غرار المدينة الرياضية، حيث يتم الحصول على المياه الساخنة للصرف الصحي من خلال الألواح الشمسية المتواجدة على سطح مبنى المرافق، ويتم الحصول على مياه الري بمعالجة مياه الصرف الصحي فيما يتم تكييف الهواء عبر مخازن الجليد. 
وللجماهير مرافق لإيقاف السيارات خاصة، تتسع لأكثر من 10 حافلات. ويدخل المشجعون إلى الملعب عبر ممرات خاصة ولهم مقاعد مخصصة، تبلغ حاليا 5% من اجمالي المقاعد في الملعب (300 حاليا)، ويمكن ان تزداد وفق أهمية المباراة.
ويتمتع مشجعوا الفرق المنافسة بمرافق خاصة بهم من حمامات ومطاعم. كما يتمتع بمخطط للإخلاء في حالات الطوارئ. وقد تم تصميمه لاستيعاب احتياجات الأشخاص ذوي الاحتياجات الخاصة حيث يتمتعون بمناطق متميزة خاصة بهم. 
تم تصميم الملعب بشكل أساسي لاستيعاب نشاطات ريال مدريد كاستيا، ولكنه تصميم متميز أخذ بعين الاعتبار الاستخدامات التجارية الممكنة مستقبلا. حيث يمكن استخدامه لاحتضان احتفالات كبرى واحتفالات موسيقية جماهيرية. اذ تم تصميم المرافق لاستيعاب المقطورات الكبيرة لإعداد المسارح للحفلات الموسيقية. وسيتم إنشاء مرافق إضافية تشمل غرف ملابس مخصصة لتلك الأغراض.

## مراحل البناء
بالرغم من الحجم الكبير للمرحلة الأولى في بناء المدينة الرياضية لـريال مدريد، فقد شكلت 30% من المشروع الذي ستتضمنه فالديبيباس اجمالا. وقد اشتملت على أشغال بناء ملاعب كرة القدم والمرافق المخصصة للمكاتب. ولتحقيق ذلك فقد عمل 3150 شخصا لإنجاز هذا المشروع. 

### بيانات المشروع
وتم اعتماد التصميم المبدئي للمدينة الرياضية بين فلوريدا ومدريد بالتعاون مع شركة أمريكية تدعى EDSA فازت بمسابقة تصميم المدينة الرياضية. أما الفرق ان أشرفت على التصميم فهي:
- Lamela Studio: للهندسة العامة وتصميم السقوف.
- Euroconsult: لمراقبة الجودة
- CSP: لتنسيق السلامة والصحة.
- Euroestudios: للبنى التحتية.
- Naos Arquitectura: لهندسة الاسطح الرياضية والحلول.
- Proyecto Ibérica: لهندسة البنى التحتية العامة والمرور وهندسة العمارات.
- EDSA – SCP – Prointec – GIS للهندسة الخارجية والبنى التحية وهندسة الحدائق والمناظر الطبيعية.

وأدارت شركة Bovis Lend Lease المشروع. رغم ان جميع أقسام النادي واداراته كانت شاركت فعليا في تصميم المشروع وتصوره وذلك انطلاقا من خصوصية كل جزء من أجزاء التصميم وطبيعته الخاصة والخدمات والمهام المنوطة به. 

### بيانات التصميم
هنالك العديد من الاطراف التي ساهمت بشكل مباشر في مشروع المدينة الرياضية لـريال مدريد ومنها:
-  23 مهندسا معماريا
-  5 مهندسا معماريا فنيا
-  12 مهندسا تطبيقيا
-  4 مهندسين تطبيقيين فنيين
-  8 مصممين ومساعدين وموظفين اداريين وغيرهم.  

### بعض الحقائق والبيانات المتعلقة بالمدنية الرياضية
-  تم تحريك وإزالة 900 ألف متر مكعب من التربة.
-  تتمتع بممر للخدمات يبلغ طوله 940 متر.
-  تم استخدام 53 ألف متر من الأنابيب وتركيب أكثر من 225 متر من الكابلات.
-  هناك 210 نقطة ثابتة للنقل.
-  من أصل 222 ألف متر مربع من المساحة الاجمالية، تم تخصيص 120 ألف مترا مربعا للأسطح الرياضية، و60 ألف مترا مربعا للحدائق و25 ألف مترا مربعا للمباني وبقية البنى التحتية من مداخل وتوزيع وامكان تواجد المشجعين.
-  القدرة الاجمالية لمقاعد المتفرجين في المرحلة الأولى هي 6000 مقعد إلى جانب مساحة إضافية تتسع لـوقوف 5000 آلاف متفرج آخر.
-  يملك المقهى والمطعم «لاكانتيرا» القدرة على تحضير نحو 300 وجبة طعام يومية ويتمتع بمساحة داخلية تبلغ 500 متر مربع وشرفة خارجية تمتد على 200 متر مربع.
-  نظام الري يستخدم ما يقرب 800 متر مكعب من الماء يوميا ومن مياه الصرف الصحي 250 متر مكعب.
-  تتمتع المدينة الرياضية بمحطة للطقس لمراقبة نظام الري وأنظمة الهواء والتدفئة وضمان عملها بكفاءة.
-  بلغ استثمار المرحلة الأولى 70 مليون يورو فيما تم تنفيذ العمل في 15 شهرا.

### القوى العاملة
عمل أكثر من 200 شخص بشكل يومي في مشروع بناء المدينة الرياضية لـريال مدريد، وقد وصل ذلك الرقم في بعض الأحيان إلى 500 شخص. وشارك في مشروع البناء بشكل اجمالي أكثر من 3000 شخص. وكان تم التعاقد مع معظم أولئك العاملين عبر شركة UTE أو «اتحاد الشركات المؤقتة» التي شكلتها شركتا (Fomento de Construcciones y Contratas) مع (Obrascón Huarte Lain) الاسبانيتان لأعمال البناء والتشييد والمقاولة للقيام بأعمال بناء المدينة الرياضية وذلك بالتعاون مع أكثر من 80 مقاول وأصحاب المهن الحرة الذين بلغ عددهم الإجمالي 350 شخصا. وكان ظروف الصحة والسلامة في العمل مضمونة تماما، وذلك وفق ما أكدته سارة كولميناريس منسقة السلام والامن والصحة في ريال مدريد.

## الخط الزمني
- في 18 مايو 1963: تم افتتاح أول مدينة رياضية تخص نادي العاصمة ريال مديد
- في 30 سبتمبر 2005: تم افتتاح المدينة الرياضية الجديدة الخاصة بنادي ريال مديد
- في 9 مايو 2006: تم افتتاح ملعب الفريدو دي ستيفانو
- في 17 فبراير 2007: تم تقديم تمثال السهم الأشقر الشهير عند ملعب الفريدو دي ستيفانو
- في أبريل 2016: تم افتتاح صالات كرة السلة والمقر السنكي الخاص بلاعبيه
- في يونيو 2017: تم افتتاح المبنى المخصص للعاملين بالنادي